# Parc national du Balkan central
Le parc national du Balkan central (bulgare : Национален парк Централен Балкан) est un parc national bulgare créé le 31 octobre 1991. Depuis 2017, les anciennes forêts de hêtres des neuf réserves du parc sont inscrites au patrimoine mondial des forêts primaires de hêtres.

## Géographie
Le parc est situé au cœur de la Bulgarie, dans la partie centrale la plus haute du Grand Balkan. Il assure la sauvegarde d’un patrimoine unique de massifs forestiers, d’espèces végétales et animales, de monuments historiques d’importance mondiale pour la science et la culture. La topographie du parc comprend de grandes prairies alpines, des parois rocheuses verticales, des précipices, des canyons profonds et des cascades, ainsi que de nombreux sommets montagneux. Le plus haut sommet du parc est le mont Botev (2376 m), et 20 sommets dépassent les 2000 mètres.   
Le point le plus bas se trouve près de Karlovo, à environ 500 m d’altitude. Il incorpore neuf réserves naturelles : Boatin, Tsarichina, Kozia stena, Steneto, Severen Dzhendem, Peeshti skali (Roches chantantes), Sokolna, Dzhendema et Stara reka (Vieille Rivière). Le territoire des réserves occupe une superficie de 20,019 6 ha. 
Le parc possède le certificat PAN parks, attestant de la préservation de la biodiversité dans le territoire protégé et du développement du tourisme durable, source de revenus pour la population locale. 
Le parc est inscrit sur la liste indicative du patrimoine mondial de l'Unesco depuis 2011. 

## Biodiversité
Le parc national du Balkan central assure la sauvegarde d’une très grande diversité végétale. Ainsi, il a été établi la présence d’environ 2340 espèces et sous-espèces de plantes, dont 1900 espèces et sous-espèces de végétaux supérieurs et 15 espèces de fougères. 166 espèces de plantes médicinales sont représentées. Les forêts occupent 56 % de la superficie totale. 
Il existe 59 espèces de mammifères, 224 espèces d’oiseaux, 14 espèces de reptiles, 8 espèces d’amphibiens et 6 espèces de poissons, ainsi que 2387 espèces d’invertébrés.

## Sommets
Principaux sommets :
- Pic Botev (2376 m)
- Triglaw (2275 m)
- Weschen (2198,1 m)
- Goljam Kupen (2169 m)
- Lewski (2166 m)
- Malak Kupen (2100 m)
- Paskal (2029 m)

## Refuges de montagne

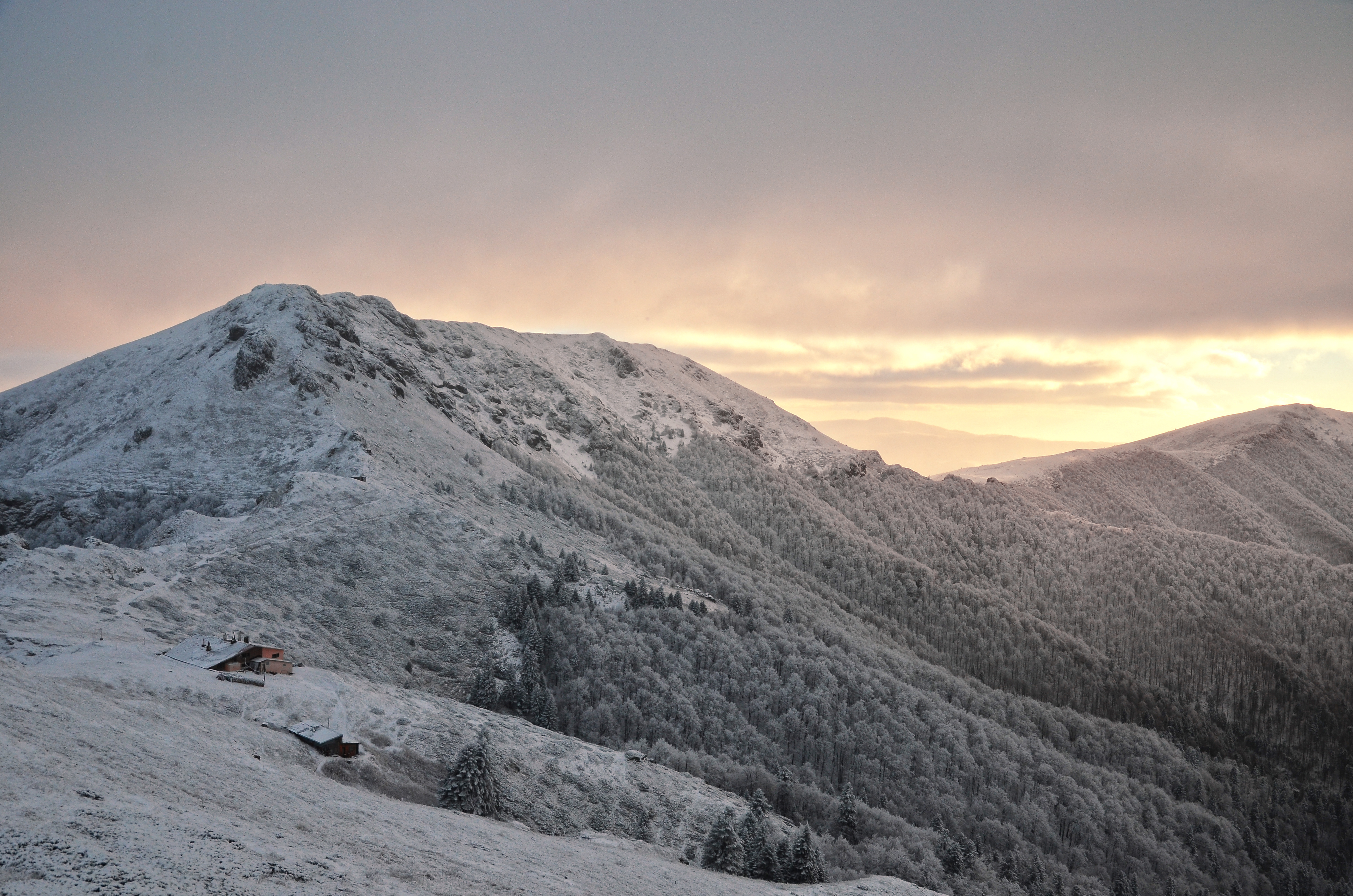
Le refuge Echo devant le pic Yumruka dans le parc national du Balkan central. Juin 2015.

Les 22 refuges offrent environ 250 hébergements :
- Ambariza, 1503 m
- Benkowski, 1540 m
- Balkanski Rosi, 1100 m
- Chubawez, 964 m
- Chajduschka pesen, 870 m
- Dermenka, 1530 m
- Dobrila, 1750
- Echo, 1700 m
- Komizki walog, 1800 m
- Kosja stena, 1560
- Mazalat, 1520 m
- Momina poljana, 1740 m
- Plewen, 1504 m
- Raj, 1560 m
- Rawnez, 1250 m
- Russalka, 1110 m
- Sokolna, 1400 m
- Sweschen, 1050 m
- Switschi plaz, 1580 m
- Tascha, 1520 m
- Wassil Lewski, 1450 m
- Weschen, 1650 m

## Galerie

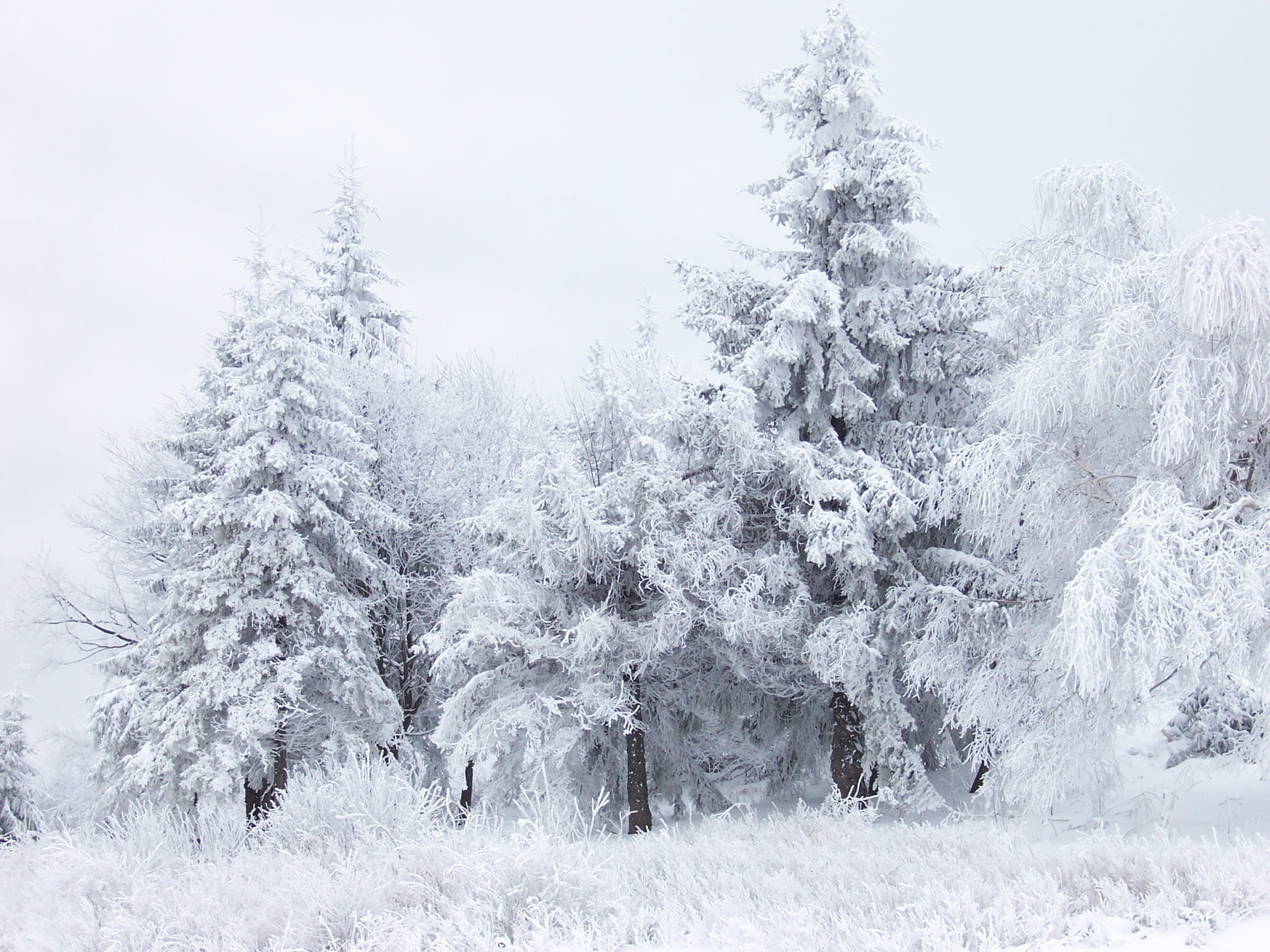
Le parc en hiver
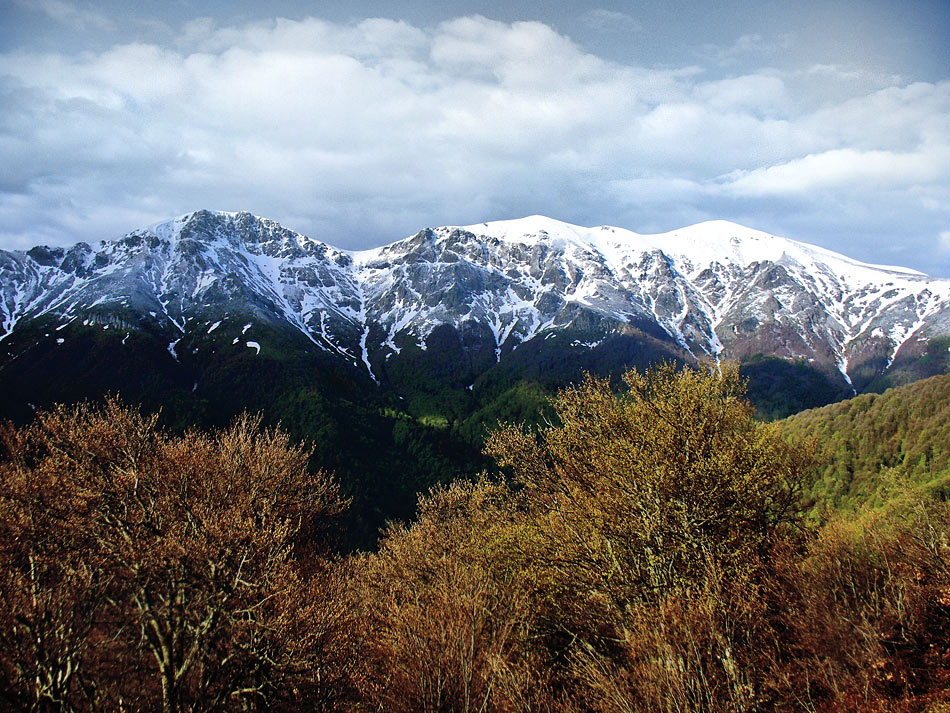
Le massif de Triglav
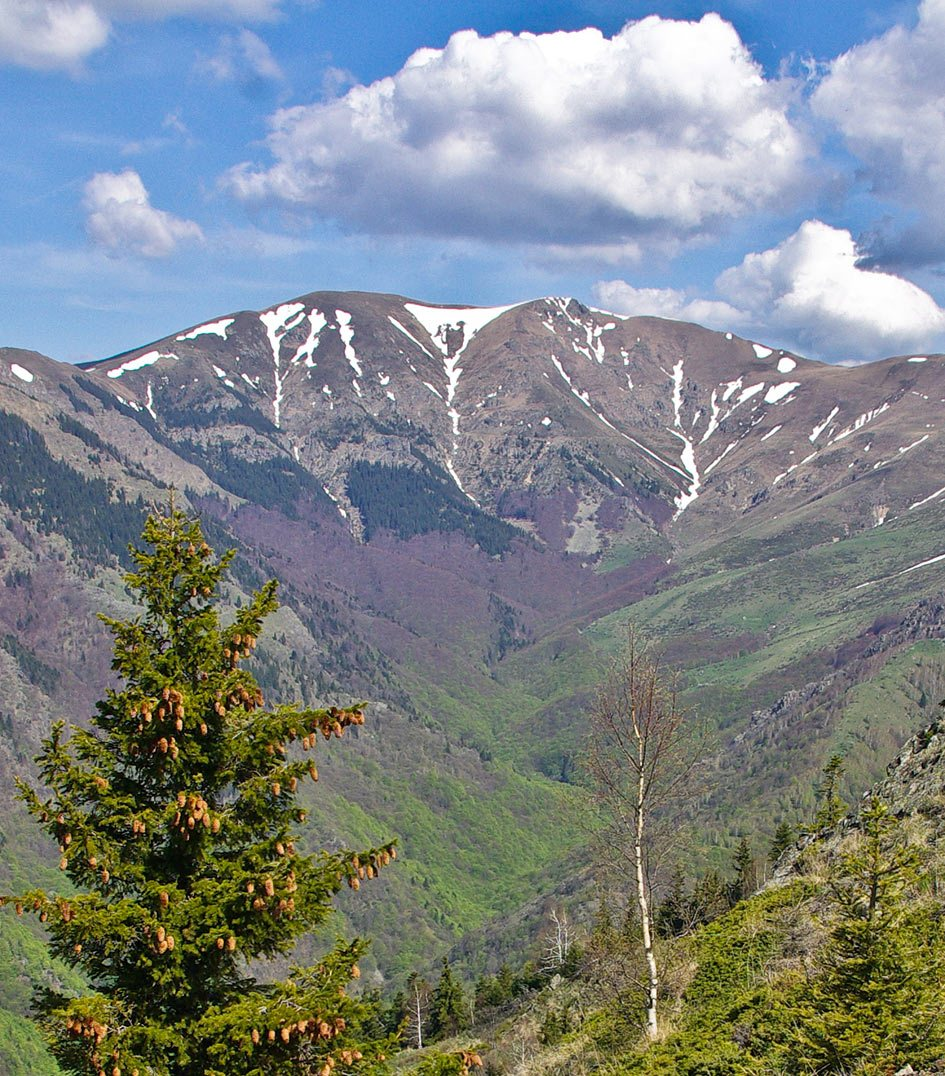
Le pic Levski
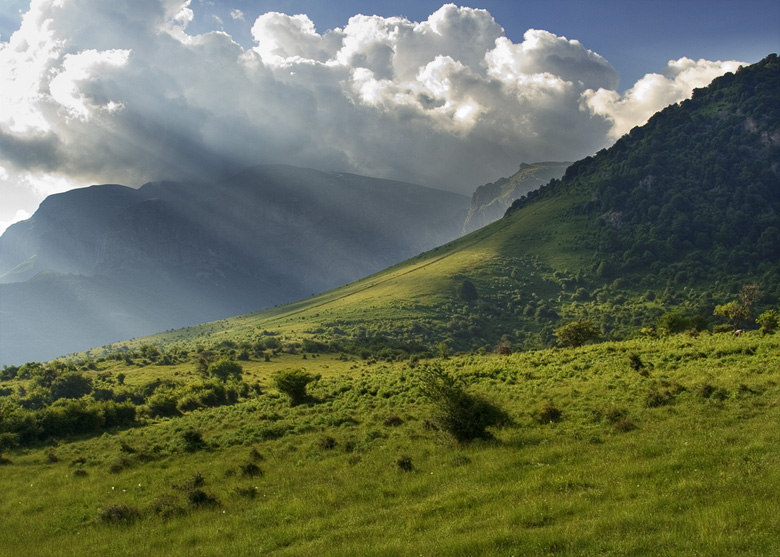
Paysage du parc
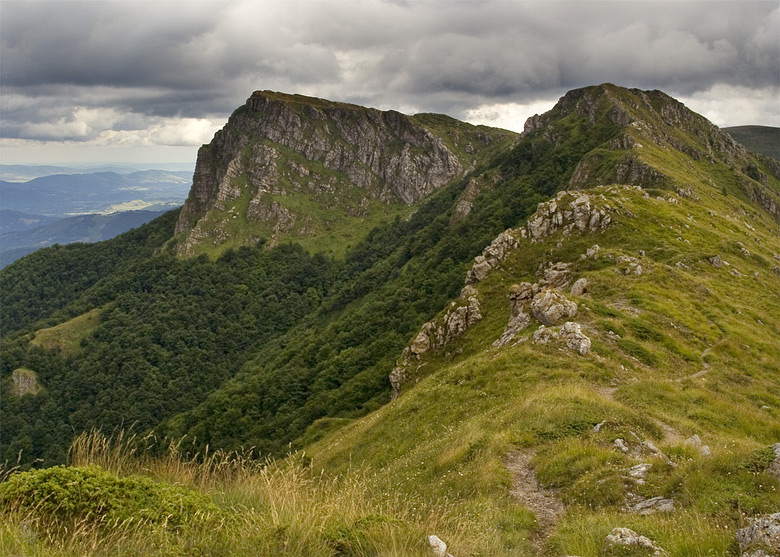
Kozyastena